# إريك أندرسون
إريك أندرسون (بالإنجليزية: Erich Anderson)‏ (و. 1957  م) هو ممثل، وممثل تلفزيوني، من الولايات المتحدة الأمريكية.

## وصلات خارجية
- إريك أندرسون على موقع IMDb (الإنجليزية)
- إريك أندرسون على موقع ألو سيني (الفرنسية)
- إريك أندرسون على موقع أول موفي (الإنجليزية)
- إريك أندرسون على موقع قاعدة بيانات الأفلام السويدية (السويدية)
- إريك أندرسون على موقع قاعدة بيانات الفيلم (الإنجليزية)
- إريك أندرسون على موقع كينوبويسك (الروسية)